# 가치나
가치나(러시아어: Га́тчина, 핀란드어: Hatsina, 에스토니아어: Gatšina)는 8만4,900명이 거주하고 있는 레닌그라드주의 행정중심지다. 상트페테르부르크에서 남쪽으로 45km지점에 위치해 있다.

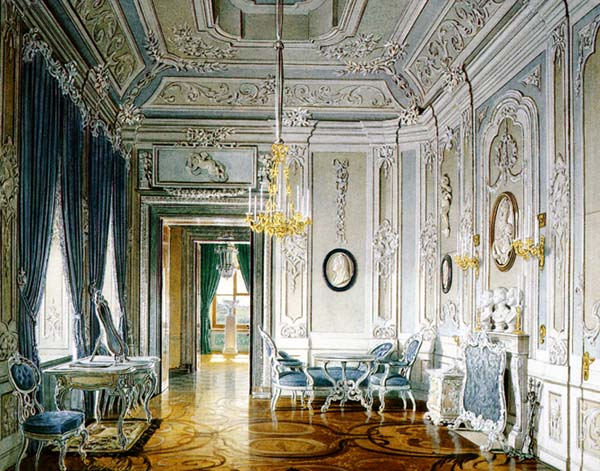
Dressing-Room for Count Orlov, 1770s, seen in a 19th-century watercolor: much of the interior was burned by Nazis

## 문화재
18세기에 지어진 초기 고전주의풍의 궁전이 위치해 있다. 제2차 세계 대전 때 극심하게 파괴되었으나, 전후 복원되었다.

## 같이 보기
- 파블로프스크
- 오라니옌바움
- 스트렐나
- 페테르호프
- 푸시킨